# Robin Ammerlaan
Robin Lucien Ammerlaan (ur. 26 lutego 1968 w Hadze) – holenderski niepełnosprawny tenisista, medalista igrzysk paraolimpijskich z Sydney (2000), Aten (2004) oraz Pekinu (2008), wielokrotny mistrz wielkoszlemowy.

## Życiorys
Ammerlaan rozpoczął grę w tenisa w wieku 13 lat. Po ukończeniu szkoły zdobywał wiedzę zawodową w dziedzinie mechaniki samochodowej i zarządzania. Po dwóch operacjach stopy i wielu skręceniach kostek Holender dowiedział się, że urodził się z rozszczepem kręgosłupa.
W 1997 roku przeszedł operację pleców, która ostatecznie uniemożliwiła mu chodzenie. Po sześciomiesięcznym pobycie w centrum rehabilitacji Robin Ammerlaan postanowił powrócić do gry w tenisa, tym razem w jego wersji na wózku inwalidzkim. W 1998 roku wystąpił w swoim pierwszym zawodowym turnieju tenisowym. Karierę zawodową zakończył po Letnich Igrzyskach Paraolimpijskich 2012.
Ammerlaan był zawodnikiem praworęcznym. Jego trenerami byli Aad Zwaan i Marc Kalkman. Korzystał z wózka inwalidzkiego typu Top-End T5 Titanium amerykańskiej firmy Invacare. Do gry służyła mu rakieta wyprodukowana przez Dunlop; nosił ubrania zaprojektowane przez Lotto.
Jego najlepszymi wynikami, w kończących sezon mistrzostwach w tenisie na wózkach, są zwycięstwa w latach 1999, 2000, 2003, 2005, 2006 i 2007 w singlu oraz finały w latach 2000, 2009, 2010 i 2011 w deblu. W swojej karierze sięgnął po 3 zwycięstwa wielkoszlemowe w grze pojedynczej: jedno na Australian Open i dwa podczas US Open. W grze podwójnej w Wielkim Szlemie odniósł 10 zwycięstw: na Australian Open – 5; podczas Wimbledonu – 3; na US Open – 2 .
Robin Ammerlaan zdobył pierwszą pozycję w rankingu singlowym 29 lipca 2002. 29 marca 2004 awansował także na najwyższe miejsce w rankingu deblowym .

## Historia występów
Legenda
     W, wygrany turniej
     F, przegrana w finale
     SF, przegrana w półfinale
     SFP, SFW, przegrana, wygrana w meczu o trzecie miejsce
     QF, przegrana w ćwierćfinale
     xR przegrana w x rundzie
     LQ, przegrana w kwalifikacjach
     RR, przegrana w fazie grupowej
     A, brak startu
     –, impreza nie odbyła się

### Występy w Wielkim Szlemie

#### Gra pojedyncza
| Turniej                                     | 2002 | 2003 | 2004 | 2005 | 2006 | 2007 | 2008 | 2009 | 2010 | 2011 | 2012 |
| ------------------------------------------- | ---- | ---- | ---- | ---- | ---- | ---- | ---- | ---- | ---- | ---- | ---- |
| Wielkoszlemowe turnieje w singlu na wózkach |      |      |      |      |      |      |      |      |      |      |      |
| Australian Open                             | W    | F    | SF   | F    | SF   | SF   | SF   | QF   | SF   | SF   | QF   |
| French Open                                 | –    | –    | –    | –    | –    | F    | F    | QF   | QF   | QF   | QF   |
| US Open                                     | –    | –    | –    | W    | W    | F    | –    | SF   | QF   | QF   | –    |

#### Gra podwójna
| Turniej                                    | 2002 | 2003 | 2004 | 2005 | 2006 | 2007 | 2008 | 2009 | 2010 | 2011 | 2012 |
| ------------------------------------------ | ---- | ---- | ---- | ---- | ---- | ---- | ---- | ---- | ---- | ---- | ---- |
| Wielkoszlemowe turnieje w deblu na wózkach |      |      |      |      |      |      |      |      |      |      |      |
| Australian Open                            | 1R   | SF   | W    | W    | F    | W    | F    | W    | F    | SF   | W    |
| French Open                                | –    | –    | –    | –    | –    | SF   | F    | F    | F    | F    | SF   |
| Wimbledon                                  | –    | –    | –    | A    | SF   | W    | W    | F    | W    | SF   | F    |
| US Open                                    | –    | –    | –    | W    | W    | F    | –    | SF   | SF   | SF   | –    |

### Turnieje Masters oraz igrzyska paraolimpijskie
| Turniej                  | 1999 | 2000 | 2001 | 2002 | 2003 | 2004 | 2005 | 2006 | 2007 | 2008 | 2009 | 2010 | 2011 | 2012 |
| ------------------------ | ---- | ---- | ---- | ---- | ---- | ---- | ---- | ---- | ---- | ---- | ---- | ---- | ---- | ---- |
| Turnieje Masters         |      |      |      |      |      |      |      |      |      |      |      |      |      |      |
| singel                   | W    | W    | F    | F    | W    | SF   | W    | W    | W    | F    | F    | RR   | SF   | A    |
| debel                    | A    | F    | RR   | SF   | SF   | A    | SF   | SF   | RR   | A    | F    | F    | F    | A    |
| Igrzyska paraolimpijskie |      |      |      |      |      |      |      |      |      |      |      |      |      |      |
| Singel                   | –    | QF   | –    | –    | –    | W    | –    | –    | –    | F    | –    | –    | –    | 3R   |
| Debel                    | –    | W    | –    | –    | –    | SFP  | –    | –    | –    | QF   | –    | –    | –    | SFP  |